# Hemioplisis trogonaria
Hemioplisis trogonaria là một loài bướm đêm trong họ Geometridae.